# آستانه (شازند)

عکسی از امامزاده سهل بن علی که در سفر ناصرالدین‌شاه قاجار به آستانه در سال ۱۳۰۹ (قمری) (۱۲۶۷ یا ۱۲۶۸ خورشیدی) توسط عکاس شاه گرفته شده‌است، به احتمال زیاد قدیمی‌ترین عکس از آستانه‌است و اکنون در «میراث فرهنگی استان مرکزی» نگهداری می‌شود.

آستانه یک شهر در بخش مرکزی شهرستان شازند در استان مرکزی ایران است.

## پیشینه
این شهر را از آن جهت که امامزاده سهل بن علی متعلق به قرن چهارم ه‍. ق و تعداد دیگری از مقبره‌های امامزاده‌ها در آن ساخته شد، در زمان صفویه، «آستانه» نامگذاری کردند
این شهر در قدیم کرج نام داشت و در دوره صفویه شاه اسماعیل صفوی دستور داد تا این آرامگاه (آستانه) را تعمیر کنند و پس از آن کرج را آستانه نامیدند.

عکسی از مردم آستانه در میانه‌های سال ۱۳۴۰ خورشیدی.

## گردشگری و جاذبه تاریخی
آرامگاه سه تن از نوادگان علی بن ابی‌طالب با قدمتی بیش از هشتصد سال در این شهر قرار دارد.
از جاذبه‌های طبیعی می‌توان به چشمه و غار دوخواهران، چشمه‌های کوه قرقدر مثل چشمه طلایی چشمه شیرین چشمه مروار و همچنین جنگل‌های حفاظت شدهٔ بلوط در ۶ کیلومتری و پیست اسکی پاکل در ۱۰ کیلومتری شهر که تا اواسط اسفند ماه پذیرای میهمانان است اشاره کرد. پارک حرم، اردوگاه امیرکبیر، حمام حاج ربیع، بنای تاریخی امامزادگان پیراسماعیل و طوغان ترک (نوه چنگیزخان مغول) و مناطق سرسبز اطراف شهر، از دیگر جاذبه‌های دیدنی آستانه می‌باشند.

## جغرافیای طبیعی
آستانه شهری در دامنهٔ کوهستان است. این شهر از شهرهای مرتفع ایران محسوب می‌شود و سه رشته کوه اطراف این شهر را احاطه کرده‌اند و به همین دلیل یکی از نام‌های این شهر در گذشتهٔ «سه سوک» بوده‌است.
دمای هوا در زمستان غالباً زیر صفر و در تابستان نیز معتدل است است و بیشتر بارش برف و باران تقریباً از آبان ماه شروع می‌شود تا اوایل خرداد ادامه دارد.
آستانه در زمان ابودلف عجلی با شهرهایی مانند اصفهان برابری میکرد؛ داشتن منابعی مانند جاذبه های طبیعی باعث پر رونق شدن ومشهور شدن این شهر میشد مخصوصا با داشتن رود کم آب قره چای وبهره برداری از آن هم رشد نه چندانی در این زمینه داشت
معادن طلای آستانه از قدیمی‌ترین معادن طلای ایران به‌شمار می‌روند.